# Palaua weberbaueri
Palaua weberbaueri är en malvaväxtart som beskrevs av Ulbrich. Palaua weberbaueri ingår i släktet Palaua och familjen malvaväxter. Inga underarter finns listade i Catalogue of Life.